# قلعه قاچاقاچ
قلعه قاچاقاچ مربوط به دوره صفوی - دوره قاجار است و در ری، بخش فشاپویه، دهستان حسن‌آباد، فرودگاه بین‌المللی امام خمینی واقع شده و این اثر در تاریخ ۲ مرداد ۱۳۸۷ با شمارهٔ ثبت ۲۳۱۳۴ به‌عنوان یکی از آثار ملی ایران به ثبت رسیده است.